# クロード・V・リケッツ (ミサイル駆逐艦)
|          | |
| 艦歴     | |
| 発注     | |
| 起工     | 1959年5月18日 |
| 進水     | 1960年6月14日 |
| 就役     | 1962年5月5日 |
| 退役     | 1989年10月31日 |
| その後   | スクラップとして売却 |
| 除籍     | 1990年6月1日 |
| 性能諸元 | |
| 排水量   | 満載：4,500トン |
| 全長     | 437 ft (133.2 m) |
| 全幅     | 47 ft (14.3 m) |
| 吃水     | 22 ft (6.7 m) |
| 機関     | バブコック・アンド・ウィルコックスボイラー4缶 1,200psi ウェスティングハウス・エレクトリック蒸気タービン2基 70,000shp 2軸推進                  |
| 最大速力 | 30ノット以上 |
| 乗員     | 士官、兵員354名 |
| 兵装     | Mk 42 5インチ(127mm)単装砲 2基 Mk 11 連装ミサイル発射機 1基 （ターター後にSM-1MR) Mk 112アスロック8連装発射機 1基 Mk.32 3連装短魚雷発射管 2基 |
| モットー | |

クロード・V・リケッツ(USS Claude V. Ricketts, DDG-5)は、アメリカ海軍のミサイル駆逐艦。チャールズ・F・アダムズ級ミサイル駆逐艦の4番艦。艦名はクロード・V・リケッツ提督に因む。

## 艦歴
当初は DD-955 （駆逐艦）として指定されたが、1957年4月23日に DDG-5 （ミサイル駆逐艦）に艦種変更される。1959年5月18日にニュージャージー州カムデンのニューヨーク造船所で、ビドル(USS Biddle)の艦名で起工する。ビドルは1960年6月4日に進水し、1962年5月5日に就役した。
ビドルは1964年7月28日に、7月6日に死去したリケッツ提督に敬意を表して改名された。
クロード・V・リケッツは1975年11月22日に発生した巡洋艦ベルナップ(USS Belknap, CG-26)と航空母艦ジョン・F・ケネディ(USS John F. Kennedy, CV-67)の衝突事故の際、ベルナップの救助任務に当たった。ベルナップは搭載していた弾薬が爆発し炎上したが、クロード・V・リケッツの乗組員は損害を最小限に食い止めるために戦った。結局ベルナップは上構部分が崩壊し、ベルナップの乗組員7名、ケネディの乗組員1名が死亡した。
クロード・V・リケッツは1989年10月31日に退役し、1990年6月1日に除籍、1994年4月15日にスクラップとして売却された。スクラップの契約は1996年10月1日に終了し、2001年12月18日にフィラデルフィアのメトロ・マシーン・インコーポレイテッドに転売された。